# 石登乡
石登乡，是中华人民共和国云南省怒江傈僳族自治州兰坪白族普米族自治县下辖的一个乡镇级行政单位。

## 行政区划
石登乡下辖以下地区：
石登村、车邑坪村、三角河村、拉竹河村、谷川村、石中坪村、小格拉村、水银厂村、界坪村、来登村、大竹箐村、回龙村、庄河村和仁甸河村。